# Haus Grünhagen

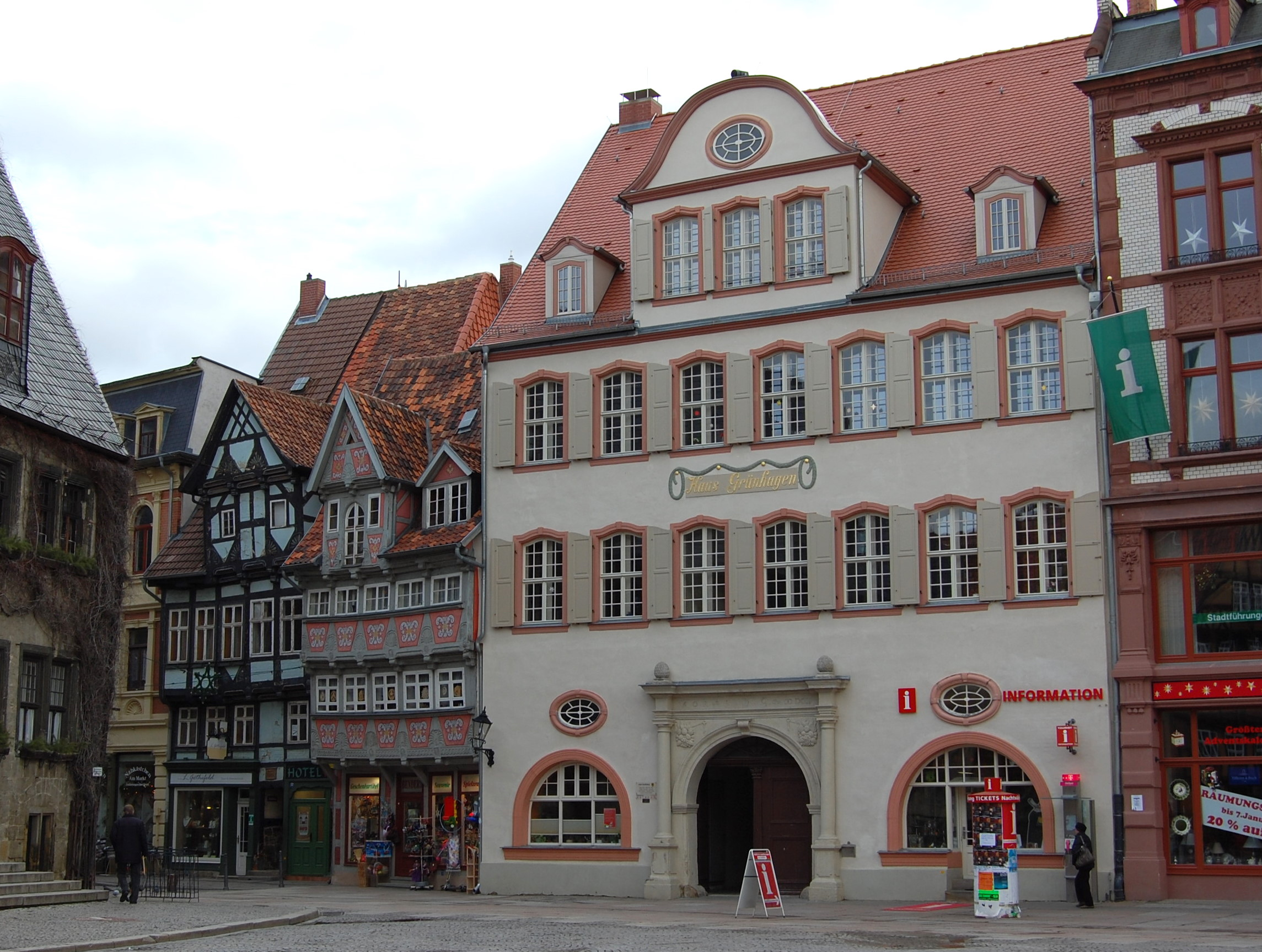
Haus Grünhagen

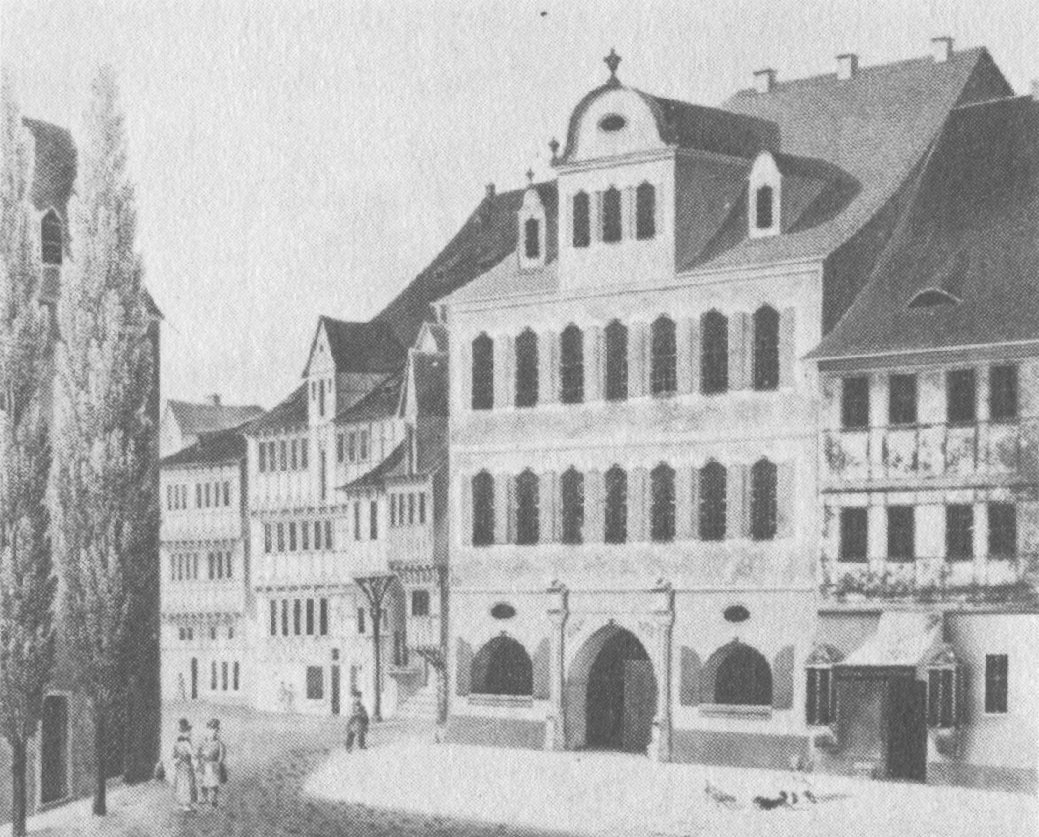
Haus Grünhagen auf einer Zeichnung von 1873

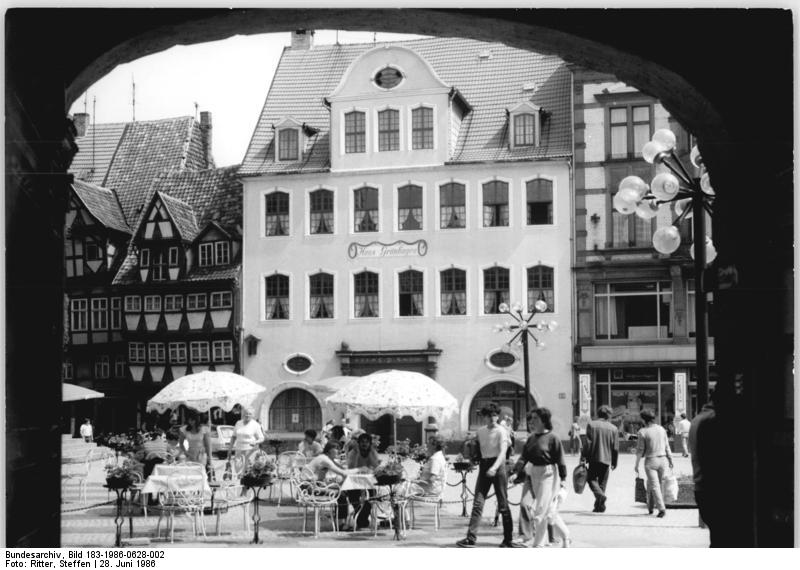
Haus Grünhagen im Jahr 1986

Das Haus Grünhagen, auch als Grünhagenhaus bezeichnet, ist ein denkmalgeschütztes Wohnhaus in der Stadt Quedlinburg in Sachsen-Anhalt. Im Erdgeschoss des Gebäudes befindet sich der Sitz der Quedlinburg-Information.

## Lage
Das Haus befindet sich an der Adresse Markt 2 der als UNESCO-Weltkulturerbe ausgewiesenen Quedlinburger Altstadt, östlich des Rathauses der Stadt unmittelbar an der Einmündung der Breiten Straße auf den Marktplatz. Nördlich grenzt das ebenfalls denkmalgeschützte Fachwerkhaus Breite Straße 53 an. Im Quedlinburger Denkmalverzeichnis ist es als Bürgerhof eingetragen.

## Architektur und Geschichte
Nach der über dem Portal des Hauses befindlichen Jahreszahl entstand das Patrizierhaus im Jahr 1701. Die Fassade wurde massiv errichtet und ist verputzt. Im Übrigen ist das Gebäude als Fachwerkhaus ausgeführt. Durch das Haus führt eine große von einem Tor verschlossene Tordurchfahrt, die durch ein toskanisches Säulenportal führt. Durch die Durchfahrt konnten auch beladene Pferdefuhrwerke auf den Hof des Grundstücks gelangen. Von dort konnten die Waren in dort befindliche Speicher eingelagert werden. Im Jahr 1770 erfolgte eine Erneuerung des Hauses im Stil des Spätbarock. Im 18. Jahrhundert lebte die Kaufmannsfamilie Kranz im Haus. Der Name Haus Grünhagen geht auf die Familie des Tuchfabrikanten Grünhagen zurück, die später Eigentümer des Gebäudes war.

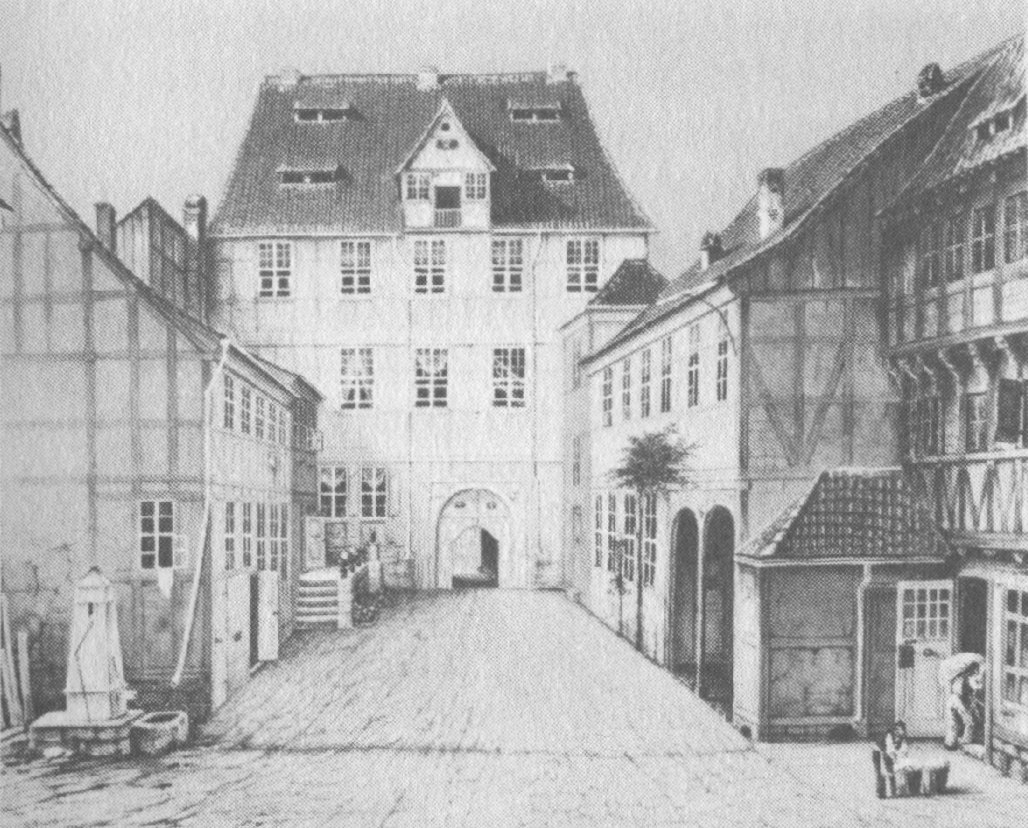
Hofseite auf einer Zeichnung von 1873

Das Tor zur Hofseite ist als Pilastertor gestaltet und mit Rokokoschnitzereien verziert. Im Dach der Hofseite befindet sich ein Zwerchhaus mit Ladeluke. Die Hofgebäude stammen aus dem 18. und 19. Jahrhundert. Dort befindet sich auch ein rekonstruierter Brunnen.
Zum Obergeschoss führt eine geschwungene hölzerne Treppe, die von einem Löwen mit Schild flankiert wird. Als Zierde befinden sich im Treppenhaus mit Schnitzwerk versehene Baluster. Die Innenausstattung des Hauses ist in Teilen noch original. Bemerkenswert sind Tapeten im klassizistischen Stil.
Im März 1894 wurde der Vorgängerbau des benachbarten Gebäudes Markt 3 abgerissen. Dabei stürzten auch Teile der Giebelwand des Grünhagenhauses ein. Bei einigen Zimmern des Gebäudes fehlte bereits die Außenwand, bis man schnell lange Fichtenstämme zur Abstützung herangeschafft hatte.
1945 gründete der Musikpädagoge Kurt Johnen zusammen mit seiner Frau aus eigenen Mitteln ein städtisches Konservatorium, das 1949 zum Landeskonservatorium Sachsen-Anhalt wurde. Im Jahr 2006 wurde die Sanierung des Hauses Grünhagen durch die städtische Wohnungswirtschaftsgesellschaft WoWi abgeschlossen. Im Erdgeschoss des Hauses befindet sich (Stand 2014), ein vom ehemaligen Olympiasieger Waldemar Cierpinski betriebenes Geschäft für Sportbedarf.